# Криницький Павло Васильович
Криницький Павло Васильович (1751, Чернігівська губернія — 1 грудня 1835, Санкт-Петербург, Російська імперія) — протопресвітер, імператорський духівник, член Святійшого Синоду.

## Життєпис
Походив із дворян Чернігівської губернії, освіту здобув у Чернігівському колегіумі та Києво-Могилянській духовній академії. Після закінчення академічного курсу певний час був учителем поезії і грецької мови в Чернігівському колегіумі.
У 1783 році в Парижі був висвячений на священника і під час хіротонії отримав наперсний хрест, що на той час було досить рідкісною нагородою.
У Парижі Криницький служив з 1783 по 1791 рік. Його служіння припало на тривожні часи Великої французької революції. Окрім того, володіючи, за свідченням сучасників, «суворою вдачею», він не зійшовся в думках з паламарем Зіновієм Черневським. Обидва скаржилися один на одного у Святійший синод, який в 1788 підтримав сторону Черневського, вимагаючи в обох кліриків помиритися. У 1791 Павло Криницький звернувся до Синоду із проханням перевести його на іншу посаду і через рік його прохання задовольнили.
Повернувшись у Російську імперію, з 1793 по 1795 працює вчителем закону Божого в Академії мистецтв. У 1799 році його призначено вчителем Августійших дітей імператора Павла Петровича і протоієреєм Софійського собору.
1 грудня 1803 переведений до придворної церкви, а 27 січня 1806 року призначений старшим над придворним духовенством.
3 квітня 1808 став царським духівником і членом Св. Синоду. З цього ж часу був також настоятелем Московського Благовіщенського собору в Кремлі. Протопресвітер Придворного і Московського Благовіщенського соборів.
Був членом колегії духовних училищ.
Після смерті імператора Олександра I Криницький залишався духівником імператриці Марії Федорівни, а після її смерті його називали «колишнім духівником покійної государині імператриці». Митрополит Московський Філарет Дроздов писав своєму вікарному Інокентію: «Ось людина — яка навіть у титулі своєму має memento mori, про що нам і всім людям варто було б пам'ятати».
Павло Криницький помер 1 грудня 1835, похований в церкві Св. Трійці на Смоленському православному кладовищі в Санкт-Петербурзі. Нині могила, як і церква втрачені.

## Адреси
- В Санкт-Петербурзі:
  - Вказаний як Креніцин Павло: IV-я Адмірал. частина, 4 квартал, Сергієв. пер., у власному будинку № 507[8];
  - Ливарна частина, по Моховій вул., у власному будинку, № 63[9].